# Пхаґмо Друґпа

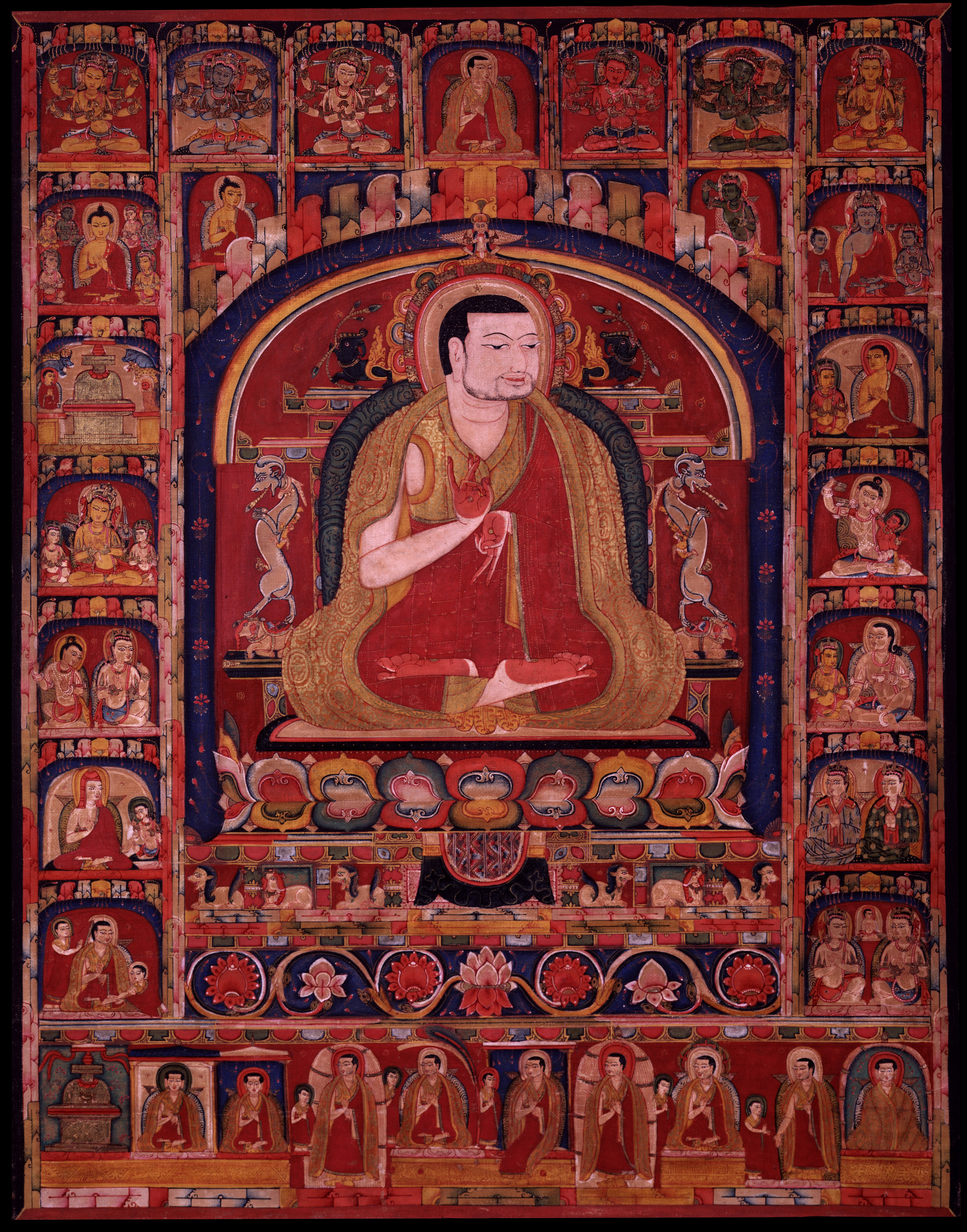
Пхаґмо Друґпа та Його Попередні Інкарнації та Епізоди з Його Життя, картина 14 століття з Художнього музею Рубіна

Пхаґмо Друґпа Дорже Ґ'ялпо (тиб.: ཕག་མོ་གྲུ་པ་རྡོ་རྗེ་རྒྱལ་པོ, Вайлі: phag mo gru pa rdo rje rgyal po) [1110-1170], був одним з трьох головних учнів Ґамбопи, який заснував школу Даґпо Каґ'ю тибетського буддизму; та також учнем Сачена Кунґа Ньїнґпо [1092-1158], одного з засновників школи Сак'я. Старший брат Пхаґмо Друґпи заснував монастир Катоґ і лінію Катоґ школи Ньїнґма — Катоґ Дампа Дешек [1122-1192].
У 1158 році Дорже Ґ'ялпо заснував ретрітний центр у Недонґу (тиб.: སྣེ་གདོང, Вайлі: sne gdong), що знаходиться над долиною річки Цанґпо (Брагмапутра). Пізніше, коли його слава поширювалась та кількість учнів зростала, у цьому місці збудували великий монастир Денца Тхел (тиб.: གདན་ས་ཐེལ, Вайлі: gdan sa thel), який був центром Пхаґмо Друґпа Каґ'ю (тиб.: ཕག་གྲུ་བཀའ་བརྒྱུད), однієї з чотирьох «Великих» Каґ'ю шкіл.
Усі вісім «Малих» ліній Каґ'ю походять від учнів Пхаґмо Друґпи, серед яких продовжують існувати незалежно тільки Дрікунґ Каґ'ю (заснована його головним учнем Джіктеном Сумґоном), Друґпа Каґ'ю та Таклунґ Каґ'ю.